# Yavi
Yavi è un comune dell'Argentina (comisión municipal in spagnolo) , appartenente alla provincia di Jujuy, nel dipartimento di Yavi. Si trova a 305 km dalla capitale provinciale di San Salvador de Jujuy.
In base al censimento del 2001, nel territorio comunale dimorano 1.310 abitanti, di cui 207 nella cittadina capoluogo del comune (250 ab. con il vicino pueblo di San José).

## Collegamenti esterni

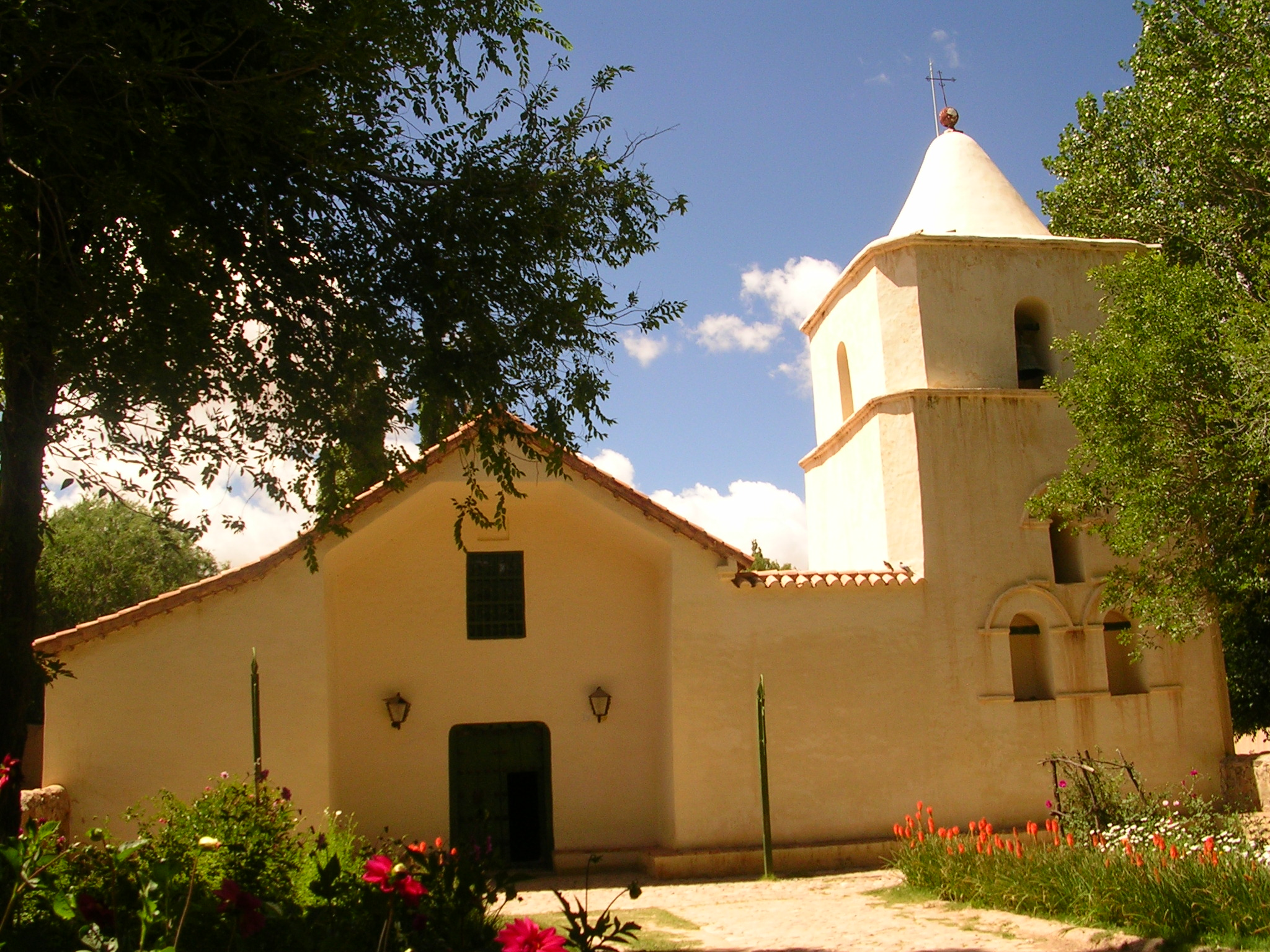
La chiesa di San Francesco di Yavi, edificata nel 1690